# Personer i Sverige födda i Azerbajdzjan
Till  personer i  Sverige födda i Azerbajdzjan räknas personer som är folkbokförda i Sverige och som har sitt ursprung i Azerbajdzjan. Enligt Statistiska centralbyrån fanns det 2017 i Sverige sammanlagt cirka 3 300 personer födda i Azerbajdzjan. Siffran innefattar inte personer födda före 1991, då landet blev självständigt från Sovjetunionen.

## Historisk utveckling

### Födda i Azerbajdzjan
| Personer i Sverige födda i Azerbajdzjan 2000–2024 | Personer i Sverige födda i Azerbajdzjan 2000–2024 | Personer i Sverige födda i Azerbajdzjan 2000–2024 | Personer i Sverige födda i Azerbajdzjan 2000–2024 | Personer i Sverige födda i Azerbajdzjan 2000–2024 |
| ------------------------------------------------- | ------------------------------------------------- | ------------------------------------------------- | ------------------------------------------------- | ------------------------------------------------- |
|                                                   |                                                   |                                                   |                                                   |                                                   |
| År                                                |                                                   |                                                   | Folkmängd                                         |                                                   |
| 2000                                              | 2000                                              |                                                   | 189                                               |                                                   |
| 2001                                              | 2001                                              |                                                   | 239                                               |                                                   |
| 2002                                              | 2002                                              |                                                   | 277                                               |                                                   |
| 2003                                              | 2003                                              |                                                   | 357                                               |                                                   |
| 2004                                              | 2004                                              |                                                   | 507                                               |                                                   |
| 2005                                              | 2005                                              |                                                   | 713                                               |                                                   |
| 2006                                              | 2006                                              |                                                   | 1 538                                             |                                                   |
| 2007                                              | 2007                                              |                                                   | 1 662                                             |                                                   |
| 2008                                              | 2008                                              |                                                   | 1 759                                             |                                                   |
| 2009                                              | 2009                                              |                                                   | 1 905                                             |                                                   |
| 2010                                              | 2010                                              |                                                   | 2 107                                             |                                                   |
| 2011                                              | 2011                                              |                                                   | 2 309                                             |                                                   |
| 2012                                              | 2012                                              |                                                   | 2 495                                             |                                                   |
| 2013                                              | 2013                                              |                                                   | 2 665                                             |                                                   |
| 2014                                              | 2014                                              |                                                   | 2 819                                             |                                                   |
| 2015                                              | 2015                                              |                                                   | 2 935                                             |                                                   |
| 2016                                              | 2016                                              |                                                   | 3 132                                             |                                                   |
| 2017                                              | 2017                                              |                                                   | 3 279                                             |                                                   |
| 2018                                              | 2018                                              |                                                   | 3 447                                             |                                                   |
| 2019                                              | 2019                                              |                                                   | 3 676                                             |                                                   |
| 2020                                              | 2020                                              |                                                   | 3 865                                             |                                                   |
| 2021                                              | 2021                                              |                                                   | 4 067                                             |                                                   |
| 2022                                              | 2022                                              |                                                   | 4 222                                             |                                                   |
| 2023                                              | 2023                                              |                                                   | 4 311                                             |                                                   |
| 2024                                              | 2024                                              |                                                   | 4 490                                             |                                                   |
| Anm.: Befolkning den 31 december respektive år.   |                                                   |                                                   |                                                   |                                                   |